# USS Joyce (DE-317)
«Джойс» (англ. USS Joyce (DE-317) — військовий корабель, ескортний міноносець класу «Едсалл» військово-морських сил США за часів Другої світової війни.
«Джойс» був закладений 8 березня 1943 року на верфі Consolidated Steel Corporation в Оранджі, у штаті Техас, де 26 травня 1943 року корабель був спущений на воду. 30 вересня 1943 року він увійшов до складу ВМС США.
Ескортний міноносець «Джойс» брав участь у бойових діях на морі в Другій світовій війні, супроводжував транспортні конвої союзників в Атлантиці. За час війни брав участь у затопленні у взаємодії з іншими протичовновими кораблями німецького підводного човна U-550.
За бойові заслуги, проявлену мужність та стійкість екіпажу в боях «Джойс» удостоєний бойової зірки, медалей «За Європейсько-Африкансько-Близькосхідну», «За Американську кампанії» і Перемоги у Другій світовій війні.

## Історія служби
16 квітня 1944 року в Північній Атлантиці східніше Нью-Йорка американські ескортні міноносці «Ганді», «Петерсон» та «Джойс» глибинними бомбами і артилерією потопили німецький підводний човен U-550. 44 члени екіпажу загинули, 12 врятовані.